# Umeå City IBK
Umeå City IBK, bildad 1984, är en innebandyklubb i Umeå i Sverige. Klubben bildades som Umeå IBK innan namnet ändrades 1995.
Klubbens herrlag slutade på nionde plats i Svenska superligan säsongen 2008/2009. Damlaget tillhör de bättre lagen i division 1 och siktar på avancemang till elitserien. Båda lagen har tidigare spelat i landets högsta serier och Umeå City var länge Umeås största klubb på herrsidan innan de blev passerade av IBK Dalen i slutet av 1990-talet.

### Fotnoter
1. ↑  ”Tränarduo klar för Umeå city”. SVT Västerbotten. 13 maj 2010. http://www.svt.se/nyheter/regionalt/vasterbottensnytt/tranarduo-klar-for-umea-city. Läst 15 oktober 2013.